# THANK YOU (スターダストレビューのアルバム)
『THANK YOU』（サンキュー）はスターダストレビュー3枚目のスタジオ・アルバム。1985年3月25日に発売された。本作から1994年発売「楽団」迄オリジナル・アルバム楽曲の殆んどを三谷泰弘が作曲。

## 収録曲
全編曲：スターダストレビュー
作詞・作曲：三谷泰弘（特記以外）
1. Thank You
2. と・つ・ぜ・んFall In Love
作詞：三谷泰弘/林紀勝
3. Boy Meets Girl
4. Supersonic
メインボーカル：三谷泰弘
5. 想い出にかわるまで
6. 灰色の街
作詞：根本要/林紀勝
作曲：根本要
7. 涙のエピローグ
作詞：根本要/手島昭
作曲：根本要
8. UKI UKI Midnight
9. 夜間飛行
メインボーカル：三谷泰弘
10. 星に唄えば
作詞：三郷恵
作曲：根本要/三谷泰弘
11. と・つ・ぜ・んFall In Love（LIVE VERSION:1988年2月26日）
※2002年以降再発盤のみ収録ボーナス・トラック